# Dime si te vas con él
"Dime si te vas con él" es el primer sencillo de Flex con la participación de otro compatriota panameño el Sr. Saik, segundo álbum de estudio La Evolución Estilo Romántico, "Dime Si Te Vas Con Él" es rápidamente se colocaron en las primeras posiciones a nivel mundial, tras el éxito de su sencillo debut " Te Quiero ". El 26 de marzo de 2009 Flex y Pee Wee cantaron esta canción junto a " Escápate " en Premios Lo Nuestro 2009.

## Video musical
El video musical fue filmado en Panamá . Cuenta la historia de un humilde empleado, interpretado por Flex, que tras tener un romance con una bella chica del pueblo, se marcha para dejarse conquistar por el amor de un hombre rico. 

## Lista de canciones
CD promocional (lanzado el 29 de noviembre de 2008) 
1. "Dime Si Te Vas Con Él" (Versión de EE. UU.) - 3:56

## Listas
| Lista (2009)                                  | Mejor posición |
| --------------------------------------------- | -------------- |
| U.S. Billboard Hot Latin Tracks               | 1              |
| U.S. Billboard Latin Pop Airplay              | 32             |
| U.S. Billboard Latin Tropical Airplay         | 19             |
| U.S. Billboard Bubbling Under Hot 100 Singles | 20             |